# Hotel Bayerischer Hof (Lindau)

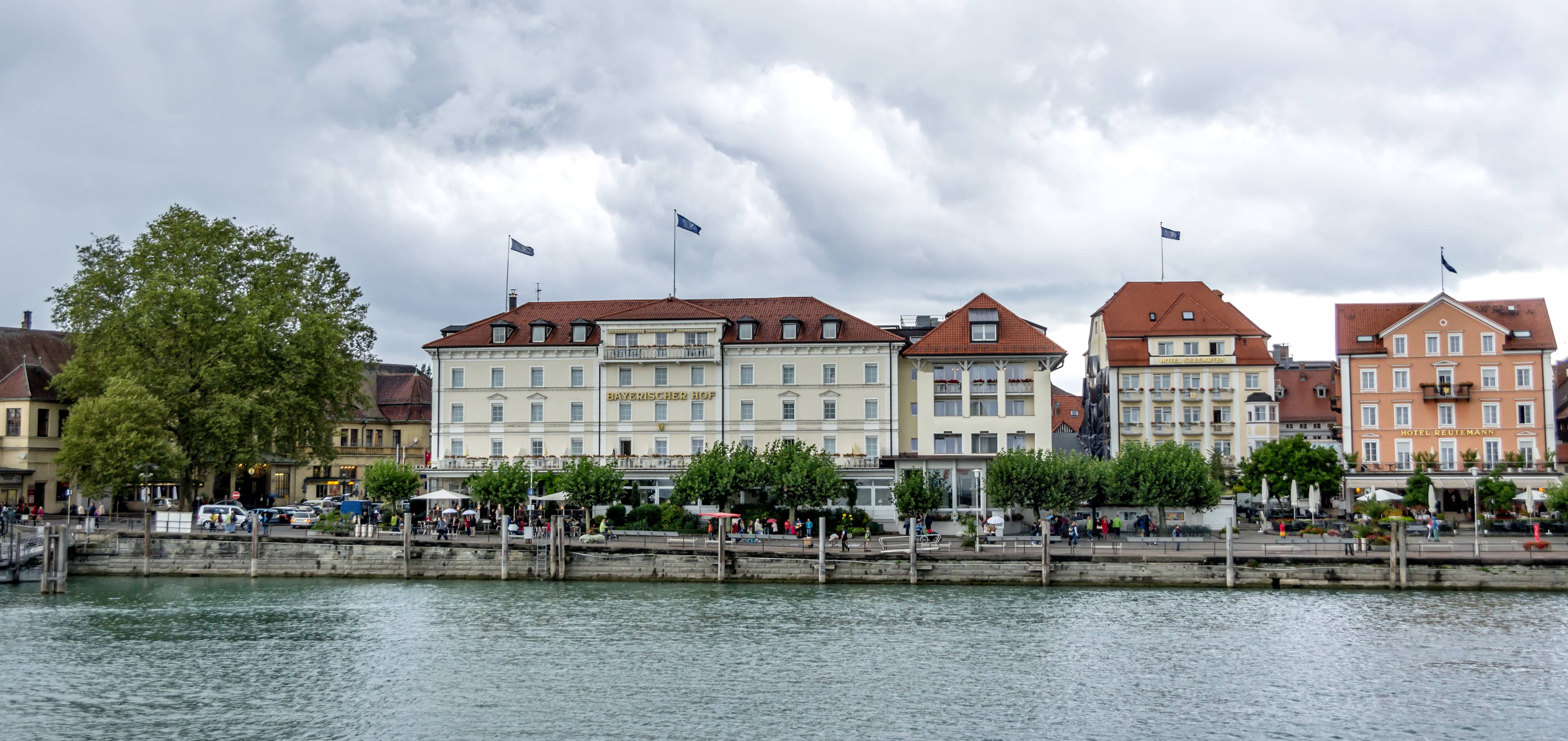
Hotel Bayerischer Hof, Seegarten und Reutemann

Das Hotel Bayerischer Hof ist ein historisches Hotel in Lindau im Bodensee.

## Lage
Das Hotel befindet sich direkt an der Seepromenade am Hafen der Insel Lindau neben dem Hauptbahnhof.

## Geschichte
Georg Wilhelm Spaeth ließ 1853 gegenüber dem neuen Hauptbahnhof ein neues Hotel errichten, in dem im gleichen Jahr im Oktober die Eröffnungsfeier des Bahnhofs stattfand. Im Frühjahr 1854 wurde das Hotel gänzlich in Betrieb genommen. 1921 wurde das Hotel Seegarten nebenan erworben und 1929 das Hotel Reutemann. Nach dem Zweiten Weltkrieg wurden die Hotels als Erholungsheime der französischen Armee genutzt und erst nach zehn Jahren freigegeben. Danach wurde es weiter modernisiert und später die Gebäude der drei benachbarten Hotels baulich miteinander verbunden. 1991 entstand ein Saal für Kongresse.
Seit Eröffnung befindet sich das Hotel im Besitz der Familie Spaeth und wird in sechster Generation betrieben. Es ist Mitglied in der IHA bei den Bodenseehotels und Chaîne des Rôtisseurs. Das Hotel Bayerischer Hof ist von dem Dehoga mit fünf Hotelsternen klassifiziert.
Das Hotel Bayerischer Hof verfügt über 101 Zimmer und Suiten, ein Restaurant, sowie einen  Wellnessbereich mit Indoor- und Outdoorpool.

## Veranstaltungen
Im Hotel finden verschiedene Veranstaltungen statt, unter anderem die Lindauer Psychotherapiewochen und die Tagung der Nobelpreisträger.